# Barkla (månekrater)
Barkla er et nedslagskrater på Månen. Det befinder sig på Månens forside nær den østlige rand og er opkaldt efter den engelske fysiker Charles Glover Barkla (1877 – 1944).
Navnet blev officielt tildelt af den Internationale Astronomiske Union (IAU) i 197. 
Krateret hed "Langrenus A" før det fik nyt navn af IAU.

## Omgivelser
Barla ligger øst for det fremtrædende Langrenuskrater. Stik øst for Barkla ligger Kapteynkrateret, som kun er lidt større. Sydvest for Barkla ligger Lamékrateret.

## Karakteristika
Barklas rand er meget nær ved at være cirkulær, men er dog ganske lidt forlænget i retningen nordøst/sydvest. Kratervæggen udviser kun lidt erosion fra senere nedslag og er ikke dækket af småkratere af nogen betydning. Ved kraterbundens midte findes en central top, som slutter sig til en lav højderyg, der løber i retningen syd-nordøst.

## Måneatlas
- Billeder af Barklakrateret i LPI-måneatlasset